# Shekher
Shekher (in armeno Շեխեր?, in azero Şexer) è una comunità rurale del distretto di Xocavənd, in Azerbaigian, fino al 2020 appartenente alla regione di Martuni nella repubblica dell'Artsakh (fino al 2017 denominata repubblica del Nagorno Karabakh).
Nel 2005 contava poco più di quattrocento abitanti e sorge prossima alla strada che collega Varanda alla ex capitale dell'Artsakh Step'anakert, su quello che era il confine con la regione di Hadrut.
Ad ottobre 2018 siglò una Dichiarazione di amicizia con il comune francese di Arnouville. Nel 2019, il tribunale amministrativo francese di Cergy-Pontoise dichiarò che la firma ha violato la legge francese per aver oltrepassato l'autorità di una giurisdizione municipale e non rispettando gli impegni internazionali della Francia (in particolare il mancato riconoscimento del Nagorno-Karabakh come Stato), proclamando la dichiarazione nulla e non valida.